# Bernard Fitzalan-Howard (16. książę Norfolk)
Bernard Marmaduke Fitzalan-Howard (30 maja 1908 - 31 stycznia 1975), brytyjski arystokrata, najstarszy syn Henry'ego Fitzalana Howarda, 15. księcia Norfolk i Gwendolen Constable-Maxwell, 12. lady Herries of Terregles, córki 11. lorda Herries of Terregles.
Od urodzenia był tytułowany hrabią Arundel i Surrey. Tytuł książęcy wraz z przysługującym mu miejscem w Izbie Lordów odziedziczył po śmierci ojca w 1917 r. Dodatkowo po śmierci matki w 1945 r. został 13. lordem Herries of Terregles. Wykształcenie odebrał w Oratory School. Od 1917 r. sprawował również dziedziczny wśród rodu książąt Norfolk urząd Lorda Marszałka. W latach 1945–1972 r. był reprezentantem Jego Królewskiej Mości króla Jerzego VI (później Jej Królewskiej Mości królowej Elżbiety II) w Ascot. W latach 1949–1974 był Lordem Namiestnikiem Sussex, zaś w latach 1974–1975 Lordem Namiestnikiem West Sussex.
W 1937 r. został kawalerem Orderu Podwiązki. W 1946 r. otrzymał Krzyż Wielki Królewskiego Orderu Wiktorii. W 1968 r. został odznaczony Krzyżem Wielkim Orderu Imperium Brytyjskiego, zaś w 1969 r. Territorial Decoration. Otrzymał również Królewski Łańcuch Wiktorii.
27 stycznia 1937 r. poślubił Lavinię Mary Strutt (22 marca 1916 - 10 grudnia 1995), córkę Algernona Strutta, 3. barona Belper i Evy Bruce, córki 2. barona Aberdare. Bernard i Lavinia mieli razem cztery córki:
- Anne Elizabeth Fitzalan-Howard (ur. 12 czerwca 1938), 12. lady Herries of Terregles, żona Colina Cowdreya, barona Cowdrey of Tonbridge, nie ma dzieci
- Mary Katherine Fitzalan-Howard (ur. 14 sierpnia 1940), żona Anthony'ego Mumforda, nie ma dzieci
- Sarah Margaret Fitzalan-Howard (ur. 28 września 1941), żona Nigela Cluttona, nie ma dzieci
- Theresa Jane Fitzalan-Howard (ur. 24 czerwca 1945), żona Michaela Kerra, 13. markiza Lothian, ma dzieci

Ponieważ 16. książę Norfolk zmarł nie pozostawiwszy po sobie synów, tytuł książęcy przypadł jego kuzynowi z bocznej linii rodu, Milesowi.